# Abagajtuj
Abagajtuj (ros. Абагайтуй) – wieś w Rosji, w Kraju Zabajkalskim, w rejonie zabajkalskim. W 2010 liczyła 687 mieszkańców.